# Ameise (Wappentier)
Die Ameise ist ein sehr seltenes Wappentier in der Heraldik. 
Sie steht als Symbol des Fleißes und der Klugheit. In Europa gibt es schätzungsweise weniger als zehn Wappen mit einer Ameise als Wappenfigur. Ihre Darstellung beschränkt sich auf die Draufsicht auf ein langgestrecktes Tier mit sechs Beinen. Das vordere Beinpaar ist, wie die Antennen, nach vorn gerichtet. Tingiert wird das ganze Tier in einer Farbe, die Beine in Schwarz. Im Wappen von Brekendorf soll der Legende nach eine Ameisenplage die Verwendung des Wappentieres begünstigt haben. Im Wappen von Merkendorf (Steiermark) ist der Bord umlaufend  belegt. Das Wappen der Grafen von Saint-Quentin führen auch eine Ameise als Wappentier. Die Gemeinde Marwitz (Oberkrämer) hat ihr Wappen mit vier Ameisen in vorderen Flanke pfahlweise gestellt.

## Beispiele

Brekendorf
Fulleren
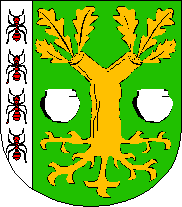
Marwitz (Oberkrämer)
Multia
Sewen
Zeschdorf
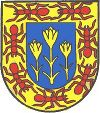
Merkendorf
Bjärtrå Kommunalwappen in Schweden von 1962 bis 1973